# Większy zjada mniejszego
Większy zjada mniejszego – album zespołu Dezerter wydany w 2014 roku przez wydawnictwo Mystic Production.

## Lista utworów
- 1. Rząd światowy – 03:10
- 2. Paradoks – 03:38
- 3. Hodowla głupków – 04:31
- 4. Nie pytaj – 02:44
- 5. Na bruk – 04:26
- 6. Większy zjada mniejszego – 03:26
- 7. Wróg – 02:44
- 8. Koalicja – 03:05
- 9. Dzieci gorszego boga – 03:32
- 10. Ścieki – 01:4

## Twórcy
- Robert „Robal” Matera – gitara, śpiew, ukulele
- Krzysztof Grabowski – perkusja, instrumenty perkusyjne
- Jacek Chrzanowski – gitara basowa, śpiew, banjo

Realizacja
- Maciej Cieślak